# 심볼릭스
심볼릭스(Symbolics, Inc.)는 이전 회사의 자산을 인수하고 오픈 제네라(Open Genera) 리스프 시스템과 맥시마(Macsyma) 컴퓨터 대수학 시스템을 계속 판매 및 유지 관리하는 비상장 미국 컴퓨터 제조업체였다.
Symbolics.com 도메인은 원래 1985년 3월 15일에 등록되어 세계 최초의 .com 도메인이 되었다. 2009년 8월에 napkin.com(이전 XF.com) 인베스트먼츠에 매각되었다.